# Carl Lohse

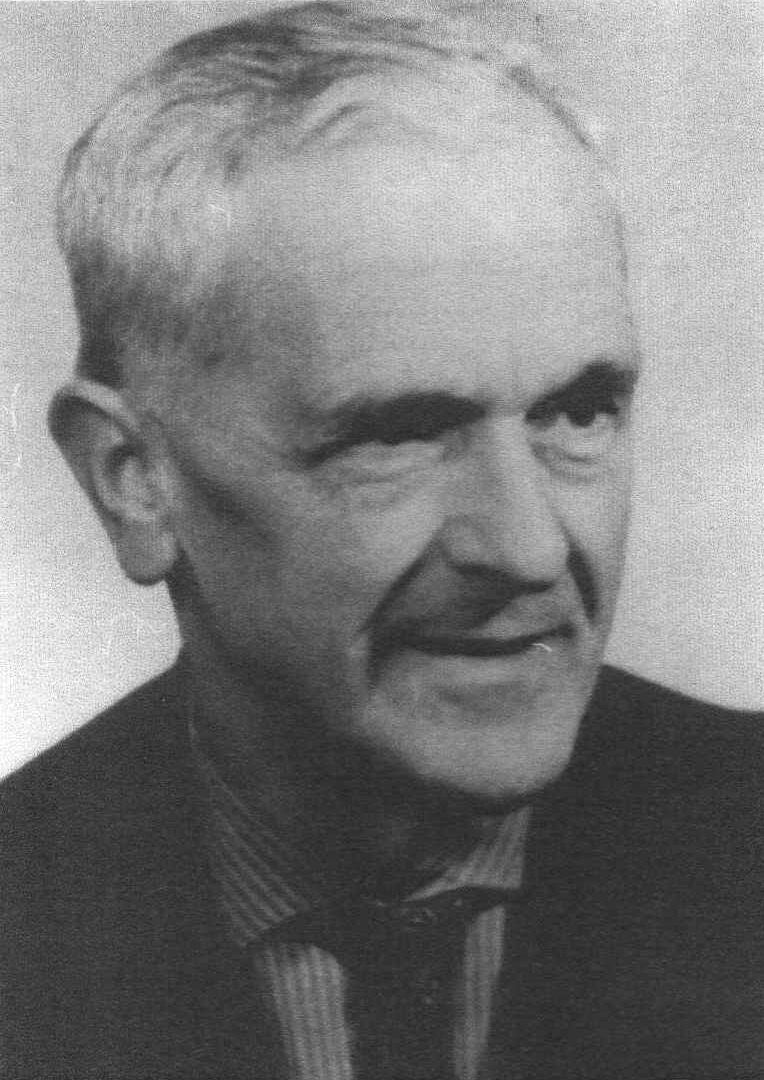
Carl Lohse (Fotografie von 1963)

Carl Lohse (* 24. Oktober 1895 in Hamburg; † 3. Mai 1965 in
Bischofswerda) war ein deutscher Maler des Expressionismus. Lange Zeit wurde er von der Kunstkritik weniger beachtet. Seit einigen Jahrzehnten wird seinem Werk verstärktes Interesse und hohe Anerkennung entgegengebracht. Er gilt heute als einer der bedeutendsten Vertreter des deutschen Expressionismus nach dem Ersten Weltkrieg. Carl Lohse befasste sich vor allem mit Porträt- und Aktdarstellungen, aber auch mit Landschaftsmalerei und Darstellungen von Architektur und Arbeitsleben. Neben seinem expressionistischen Werk finden sich auch sachlich beeinflusste Arbeiten. Mit seinen eigenwilligen Landschaftsdarstellungen der Oberlausitz gilt Lohses Schaffen auch als wichtiger Beitrag zur deutschen Landschaftsmalerei nach 1930.

## Leben und Werk
Carl Lohse wurde am 24. Oktober 1895 in Hamburg geboren. Durch die Förderung von Alfred Lichtwark konnte er von 1909 bis 1910 die Staatliche Gewerbeschule und die Malschule von Arthur Siebelist in Hamburg besuchen. Im Jahr 1913 studierte Lohse an der Akademie in Weimar bei Albin Egger-Lienz und Fritz Mackensen. Zu dieser Zeit lernte er auch Otto Pankok kennen, mit dem ihn eine langjährige Freundschaft verband.
Daraufhin besuchte Lohse seinen Freund Pankok in der Zeit zwischen 1913 und 1914 auf dem Lande im oldenburgischen Dorf Dötlingen. Otto Pankok schreibt darüber: „Es begann ein herrliches Jahr in Dötlingen in ungeheurer Einsamkeit, ein Schwelgen in Kohle und Papier, ein Suchen nach dem Wesen des Menschlichen. Ich suchte der Natur und den Elementen so nahe zu sein wie diese einfachen Menschen in ihren Hütten und auf ihren Feldern, zu denen mein Instinkt mich getrieben.“
Mit großer Wahrscheinlichkeit holte sich Lohse in Dötlingen Inspiration für eine Reihe seiner ländlichen Motive. In dieser Zeit besuchte er auch Galerien in Holland und erlebte dabei unter anderem die Werke von Vincent van Gogh, die ihn in seinem Schaffen beeinflussten.
Im Jahr 1915 ging Lohse wegen des Kriegsdienstes nach Nordfrankreich. Dort erlebte er die Schlachten an der Somme, wurde verschüttet und entkam nur knapp dem Tode. 1916 geriet er in englische Gefangenschaft und musste in den Steinbrüchen von Calais arbeiten. 1919 wurde Lohse aus der Kriegsgefangenschaft, zuletzt im Lager Hammelburg in Bayern, entlassen und kehrte nach Hamburg zur Mutter zurück. Danach ging er zum Arbeiten nach Bischofswerda, wo er den größten Teil seines Lebens verbrachte. Dort blieb er bis 1921. Dieser Zeitraum wird als seine erste Schaffensperiode bezeichnet, in der seine expressionistischen Frühwerke entstanden. Das hier zwischen 1919 und 1921 entstandene Frühwerk gilt als besonders bemerkenswert. Abstraktion und Vereinfachung sind bei Lohse auf die Spitze getrieben.
In dieser Zeit, genau genommen im Jahr 1920, nahm er an einer Ausstellung der Dresdner Sezession Gruppe 1919 in der Galerie Ernst Arnold in Dresden teil. Im Frühsommer des gleichen Jahres kehrte er jedoch nach Hamburg zurück, um dort mit freischaffenden Tätigkeiten und Gelegenheitsarbeiten seinen Lebensunterhalt zu bestreiten.
Im Jahr 1925 heiratete er Johanna Scheumann (1894–1977). Aus der Ehe stammten die Töchter Maria verh. Gundlach (1928–2018) und Gerda verh. Sieber (1931–2016).
Mit seinem Umzug 1929 nach Bischofswerda begann seine zweite Schaffensperiode. Er lebte bis 1965 in Bischofswerda, unterbrochen von Malstudien im Sommer 1935, 1936 und 1937 an der Ostsee. Er war 1933 in Bautzen auf der letzten Ausstellung der Arbeitsgemeinschaft der Lausitzer Bildenden Künstler vor der Machtergreifung der Nationalsozialisten mit fünf Bildern vertreten.

In der Zeit des Nationalsozialismus war Lohse bis zu seinem Ausschluss 1936 obligatorisch Mitglied der Reichskammer der bildenden Künste. Für diese Zeit ist seine Teilnahme lediglich 1934 in Dresden an der Sächsischen Aquarell-Ausstellung und der Sächsischen Kunstausstellung sicher belegt.

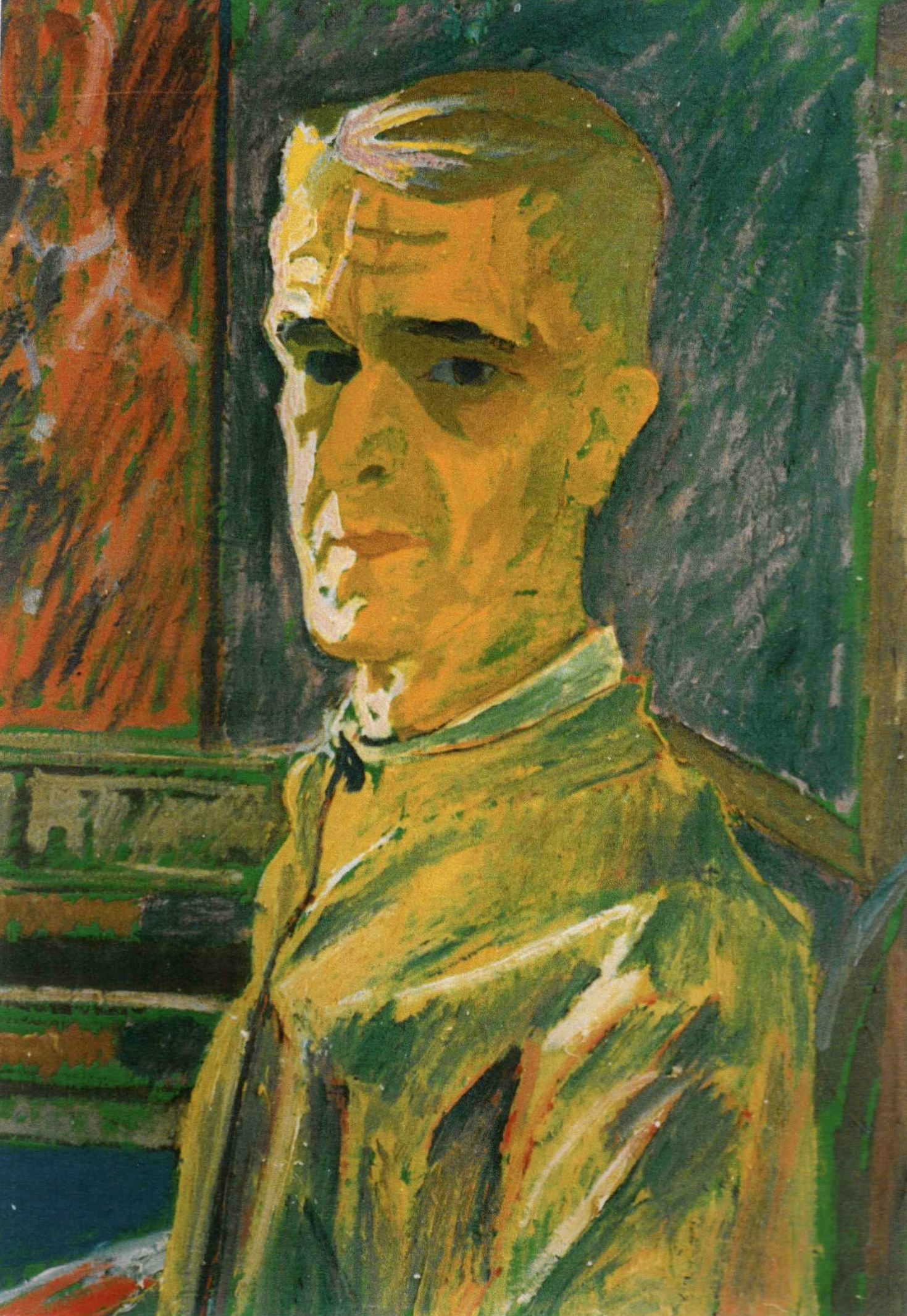
Selbstbildnis im Malerkittel um 1950

Er musste dann seine künstlerische Arbeit unterbrechen. Er übte kaufmännische Tätigkeiten aus und wurde zum Volkssturm eingezogen. Bereits im Jahr 1946 war er an der Allgemeinen Deutschen Kunstausstellung in Dresden beteiligt. Zu diesem Zeitpunkt begann seine dritte Schaffensperiode. Diese reichte bis zu seinem Tod 1965. Eine Personalausstellung im Jahr 1951 in Zittau führte dazu, dass sich Lohse den Angriffen der Formalismusdebatte ausgesetzt sah.
Zwischen 1958 und 1959 weilte er für Studienaufenthalte mit Erhard Hippold an der Ostsee.
Lohse war Mitglied des Verbands Bildender Künstler der DDR.

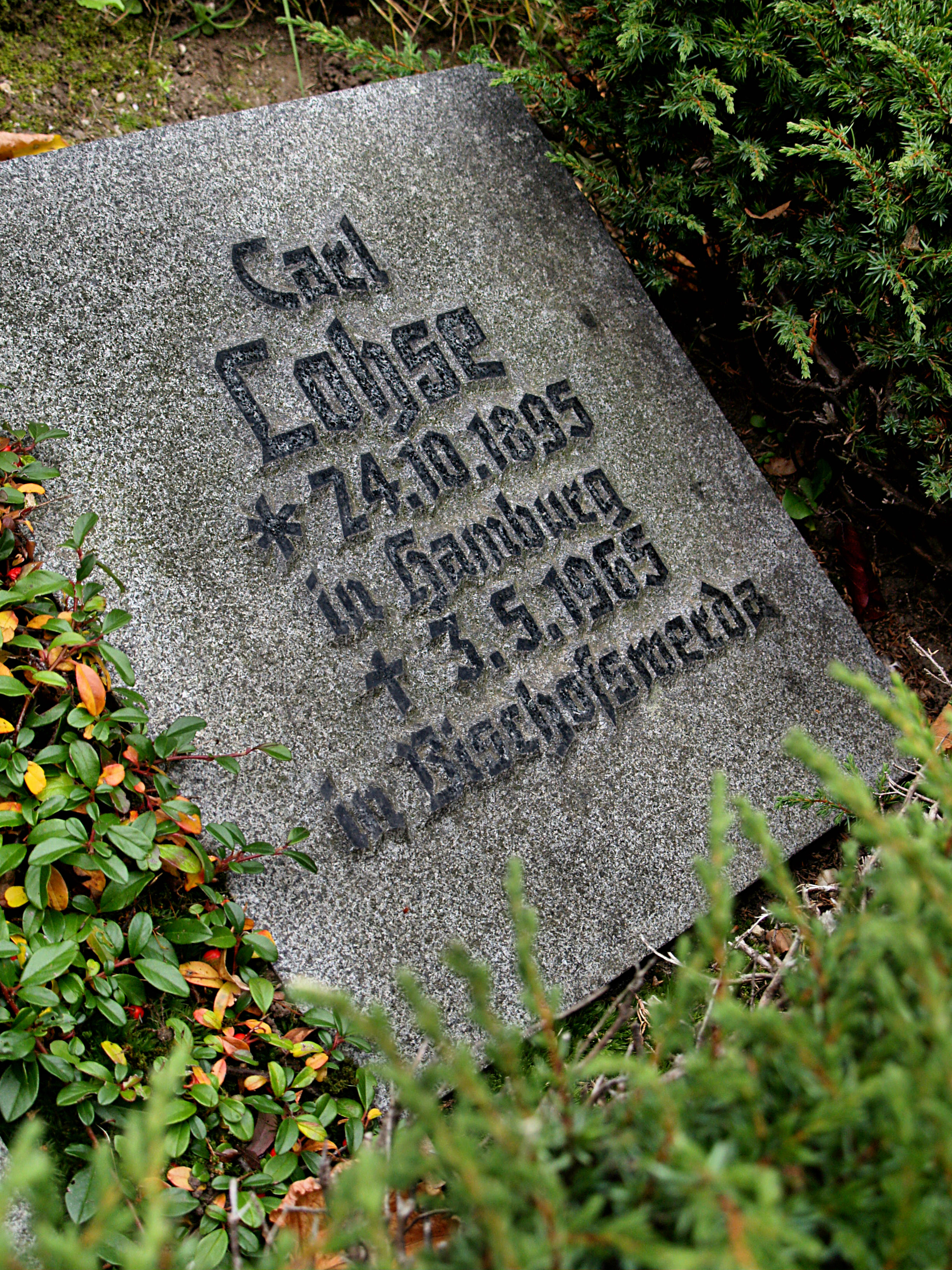
Grabstätte von Carl Lohse auf dem Alten Friedhof in Bischofswerda

Seine Grabstelle befindet sich auf dem Alten Friedhof Bischofswerda.

### Nach Carl Lohses Tod
Die Dresdener Galerie Neue Meister zeigt ständig mehrere Gemälde von Lohse.
Im Jahr 1990 wurde die Interessengemeinschaft „Carl Lohse“ in Bischofswerda gegründet. Drei Jahre später wurde die „Galerie Carl Lohse“ im ehemaligen Bischofssitz in Bischofswerda eröffnet.
Ein Großteil von Lohses Arbeiten befindet sich in Privatbesitz. Das Museum Bautzen besitzt die größte öffentliche Sammlung von Lohses bedeutendem Frühwerk. Diese 32 Werke wurden im Jahr 2005 für 270.000 Euro (davon 40.000 Euro von der Stadt selbst gestellt, der Rest von Sponsoren und Stiftern) in Abstimmung mit der Carl-Lohse-Galerie in Bischofswerda aus Privatbesitz erworben, da sie selbst nicht über die finanziellen Möglichkeiten verfügte, die Werke anzukaufen. Damit ist ein wichtiger Teil von Lohses Werk wieder in seine Entstehungsregion zurückgekehrt.

## Werke (Auswahl)
- Reifes Korn (Tafelbild, Öl; 1914;  im Bestand der Bayerischen Staatsgemäldesammlungen München)
- Vorlesen (Tafelbild, Öl; 1919; im Bestand der Bayerischen Staatsgemäldesammlungen München)

- Unreifes Korn (Tafelbild, Öl; 1920; im Bestand der Berliner Nationalgalerie)[2]
- Frühling in Bischofswerda (Tafelbild, 1920; im Bestand der Dresdener Gemäldegalerie Neue Meister)[3]

- Selbstporträt (Öl auf Leinwand, 81,5 × 69,4 cm; Museum Kunst der Verlorenen Generation, Salzburg)[4]

- Damenporträt (Öl auf Leinwand, 99 × 80,5 cm, 1930; Museum Kunst der Verlorenen Generation, Salzburg)[4]

- Brandung (Tafelbild, Öl; 1939; im Bestand des Kunstmuseums Ahrenshoop)
- Porträt Ludwig Renn (Tafelbild; im Bestand der Dresdener Gemäldegalerie Neue Meister)[5]
- Glashütte, 1919 (Öl auf Leinwand, 60 × 90 cm; Brandenburgisches Landesmuseum für moderne Kunst)
- Bildnis Rechtsanwalt Schwaer, 1920 (Öl auf Pappe, 72 × 53 cm; Brandenburgisches Landesmuseum für moderne Kunst)
- Porträt Meister Fischer, 1919 (Öl auf Pappe, 72 × 53 cm; Brandenburgisches Landesmuseum für moderne Kunst)

## Ausstellungen (unvollständig)

### Einzelausstellungen
- 1921 Dresden, Kunstausstellung Emil Richter (Sonderausstellung Gemälde, Zeichnungen, Plastiken)
- 1931 Dresden, Kunstausstellung Kühl
- 1960 Dresden, Kunstausstellung Kühl

#### Postum
- 1966 Dresden, Kunstausstellung Kühl
- 1966 Dresden, Galerie Kunst der Zeit
- 1980 Bischofswerda, Kreiskulturhaus (Wanderausstellung)
- 1981 Cottbus, Staatliche Kunstsammlungen
- 1982: Dresden, Galerie Neue Meister[6]
- 1987 Guben, Kleine Galerie
- 1985 Dresden, Kunstausstellung Kühl (anlässlich des 90. Geburtstages. Gemälde, Grafik)
- 1986 Regensburg, Städtische Galerie Regensburg (Werke aus expressionistischer Zeit 1919 – 1921)
- 1986 Hamburg, Galerie Brockstedt (Werke aus expressionistischer Zeit 1919 – 1921)
- 1989 München, Galerie Alvensleben
- 1995 Senftenberg, Galerie im Schloss Senftenberg (Malerei und Zeichnungen aus der Kunstsammlung Lausitz)
- 1995 Dresden, Galerie Neue Meister (anlässlich des 100.Geburtstages)
- 1999 Dresden, Kunstausstellung Kühl (mit Erich Gerlach)
- 2001 Berlin, Dr. Irene Lehr Kunsthandel (Ölbilder und Arbeiten auf Papier)
- 2004 Bautzen, Museum Bautzen (Ölbilder und Arbeiten auf Papier)
- 2015 Bischofswerda, Carl-Lohse-Galerie (Expressionismus in Bischofswerda. Anlässlich des 120. Geburtstages und 50. Todestages)
- 2017/2018 Dresden, Albertinum („Carl Lohse-Expressionist“)
- 2022/2023 Ravensburg, Kunstmuseum (Carl Lohse – Ein Maler des Expressionismus)
- 2023 Cottbus, Brandenburgisches Landesmuseum für moderne Kunst (Carl Lohse. Seelenbilder. Porträts und Landschaften 1910–1940)
- 2025 Bautzen, Museum Bautzen (Carl Lohse - Jeder Mensch ist irgendwie ein großer Gesang)

### Teilnahme an zentralen und wichtigen regionalen Ausstellungen in der Sowjetischen Besatzungszone
- 1946 und 1949: Dresden, Allgemeine und 2. Deutsche Kunstausstellung
- 1948: Bautzen, Stadtmuseum („2. Jahresausstellung Lausitzer bildende Künstler“)[7]
- 1949: Görlitz, Aula der 10. Grundschule („3. Jahresausstellung Lausitzer Bildender Künstler“)[8]